# Polyrhachis thusnelda
Polyrhachis thusnelda é uma espécie de formiga do gênero Polyrhachis, pertencente à subfamília Formicinae.